# 田中千鶴子
田中 千鶴子（たなか ちづこ、1939年または1940年 - ）は、日本の陸上競技選手。専門は中距離走。日本で中断していた女子中距離走が復活した時期に、日本記録を樹立した選手である。

## 経歴
名古屋女学院から愛知学芸大学に進む。愛知学芸大学では、監督の竹内伸也の指導を受けた。愛知学芸大学に所属していた1959年8月1日、第43回日本陸上競技選手権大会でオープン競技の800mに出場し、2分27秒5で25年ぶりの日本記録を樹立した。当時、日本では女子800mについては長いブランクがあり、日本陸上競技選手権大会では1936年を最後に正式種目としての開催が途絶え、1960年ローマオリンピックの正式種目に採用されたことからオープン競技として実施されたものだった。2位以下の選手はゴール後に疲労困憊した姿を見せ、少年層向けの『なにが起ったか 科学ニューズ物語 3』の解説記事には「女子がはたして八百メートル競走に堪えられるようになるかという判断は、なかなかつけにくい問題である」と指摘されていた。
1960年に女子800mが24年ぶりに日本陸上競技選手権大会の正式種目として復活し、同年と1961年の大会に連続優勝した。
1960年6月の東海陸上競技選手権大会では自己記録を更新する2分15秒4を記録したが、ローマオリンピック参加標準記録の2分12秒0には届かず、代表を逃した。
1960年から1962年時点も愛知学芸大学所属だった。この時期の田中が、好調なときに肉離れを発症していた記録が、当時のスポーツ医学解説書に掲載されている。
1962年のアジア競技大会の800mにおいて金メダルを獲得した。また、1962年には400mにおいても61秒3の日本記録を樹立した。
その後教職に就き、1965年に愛知県立瀬戸窯業高等学校の教員となって陸上競技の指導に携わった。